# Ditrichum laxissimum
Ditrichum laxissimum är en bladmossart som beskrevs av Carl Ernst Otto Kuntze 1891. Ditrichum laxissimum ingår i släktet grusmossor, och familjen Ditrichaceae. Inga underarter finns listade i Catalogue of Life.